# Rocha lunar
| Missão Lunar     | Quantidade Trazida |
| ---------------- | ------------------ |
| Apollo 11        | 22 kg              |
| Apollo 12        | 34 kg              |
| Apollo 14        | 43 kg              |
| Apollo 15        | 77 kg              |
| Apollo 16        | 95 kg              |
| Apollo 17        | 111 kg             |
| Sub total Apollo | 382 kg             |
| Luna 16          | 101 g              |
| Luna 20          | 55 g               |
| Luna 24          | 170 g              |
| Sub total Luna   | 326 g              |

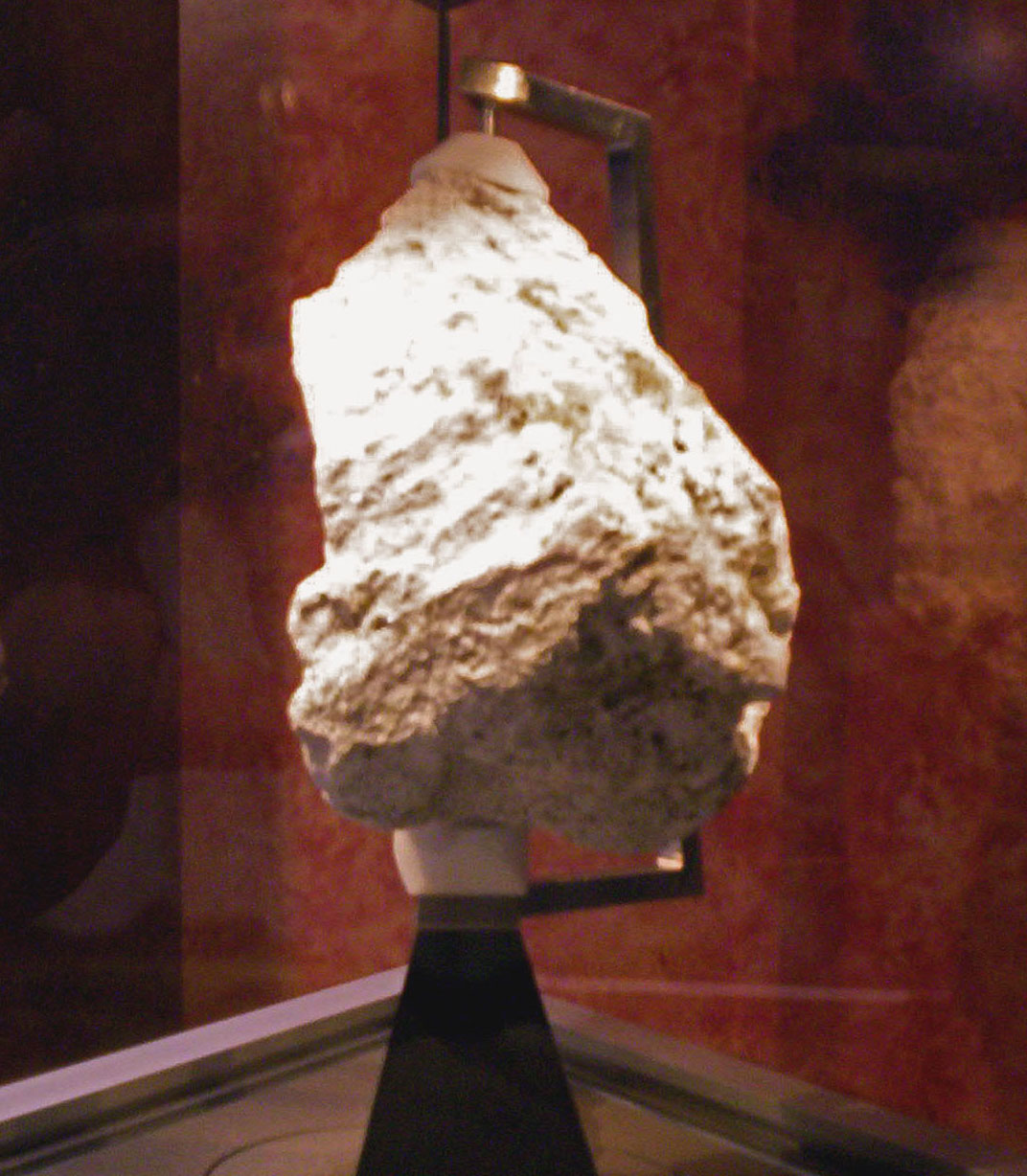
Anortosito Ferroso Lunar #60025 (Plagioclase Feldspato). Coletado pela Apollo 16 no planalto lunar, perto da cratera de Descartes. Esta amostra está atualmente em exposição no National Museum of Natural History em Washington, DC.

Rocha lunar é a rocha formada na Lua. O termo também é aplicado amplamente a outros materiais lunares recolhidos no decurso da exploração humana da Lua.
Em geral, as rochas coletadas a partir da Lua são muito antigas, em comparação com rochas encontradas na Terra, medido por técnicas de datação radiométrica. Eles variam em idade de cerca de 3,16 bilhões de anos para amostras de basalto provenientes dos mares lunares, até cerca de 4,5 bilhões de anos para rochas vindas do planalto.
Com base nas técnicas de datação por "contagem de crateras", acredita-se que as mais recentes erupções basálticas tenham ocorrido cerca de 1.2 bilhão de anos atrás, mas se não possuem amostras destas lavas. Em contraste, a idade das rochas mais antigas da Terra, são cerca de 3.8 bilhões de anos, um valor substancialmente diferente do da lua.
Atualmente, existem três fontes de rochas lunares na Terra:
1. aquelas coletadas pelos Estados Unidos no Projeto Apollo;
2. amostras trazidas pelas missões lunares União Soviética;
3. rochas que foram expelidas naturalmente da superfície lunar por colisões e posteriormente caíram na Terra como um meteorito lunar.

Durante as seis excursões da Apollo a superfície lunar, foram colhidas 2415 amostras, pesando no total 382 kg (842 libras), sendo que a maioria dessas rochas foi coletada durante as missões Apollo 15, 16 e 17. As três espaçonaves Luna retornaram com uma carga adicional de 326 g (0,66 lb) de amostras.
Desde 1980, mais de 120 meteoritos lunares, representando cerca de 60 diferentes eventos, (nenhum deles com testemunhas), foram coletados na Terra, com uma massa total de mais de 48 kg. Cerca de um terço dos quais foram descobertos por equipes americanas e japonesas à procura de meteoritos antártico (por exemplo, o ANSMET), com a maioria das amostras restantes descobertas por colecionadores anônimos nas regiões desérticas do norte da África e Omã.
Quase todas as rochas lunares são pobres em voláteis (como potássio ou sódio) e estão completamente desprovidas de minerais presentes na água da Terra. Em alguns sentidos, as rochas lunares estão relacionados com as da terra, como em sua composição do elemento oxigênio.
As rochas lunares da Apollo foram coletadas utilizando uma variedade de ferramentas, incluindo a martelos, ancinhos, colheres e tenazes. A maioria delas foi fotografada antes da coleta para registrar o estado em que foram encontrados. Elas foram colocadas em sacos e, em seguida, dentro de contêiner especial para protegê-los de contaminações.
Em contraste com a Terra, grandes porções da crosta lunar parecem ser compostas de rochas com altas concentrações do mineral anortita. Alguns basaltos têm valores relativamente elevados de ferro. Além disso, alguns dos basaltos têm níveis muito elevados de titânio (na forma de ilmenita).
Também um novo mineral foi encontrado na Lua a armalcolita , nomeado em honra dos três astronauta s da missão Apollo 11: Armstrong,Aldrin, e Collins.

## Responsabilidade e disponibilidade

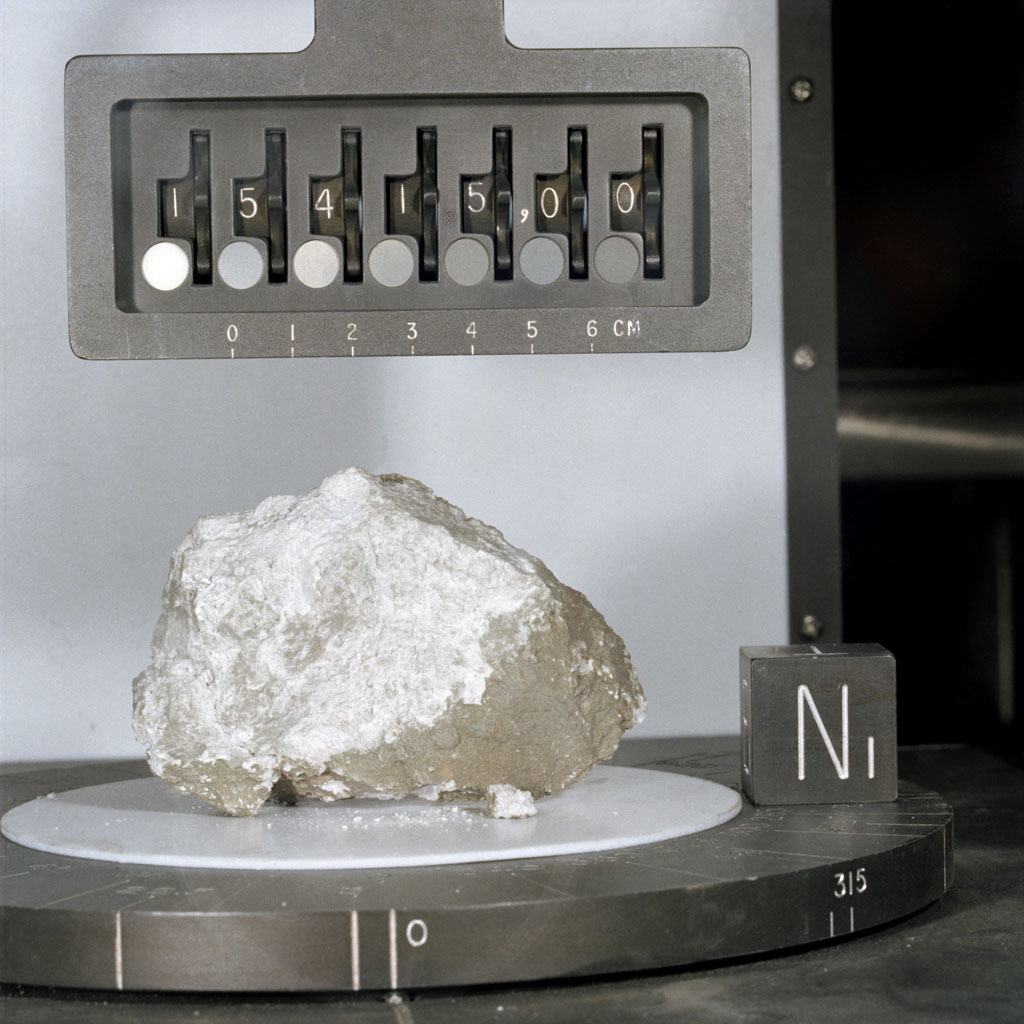
A Pedra do Gênesis trazida pela missão da Apollo 15.

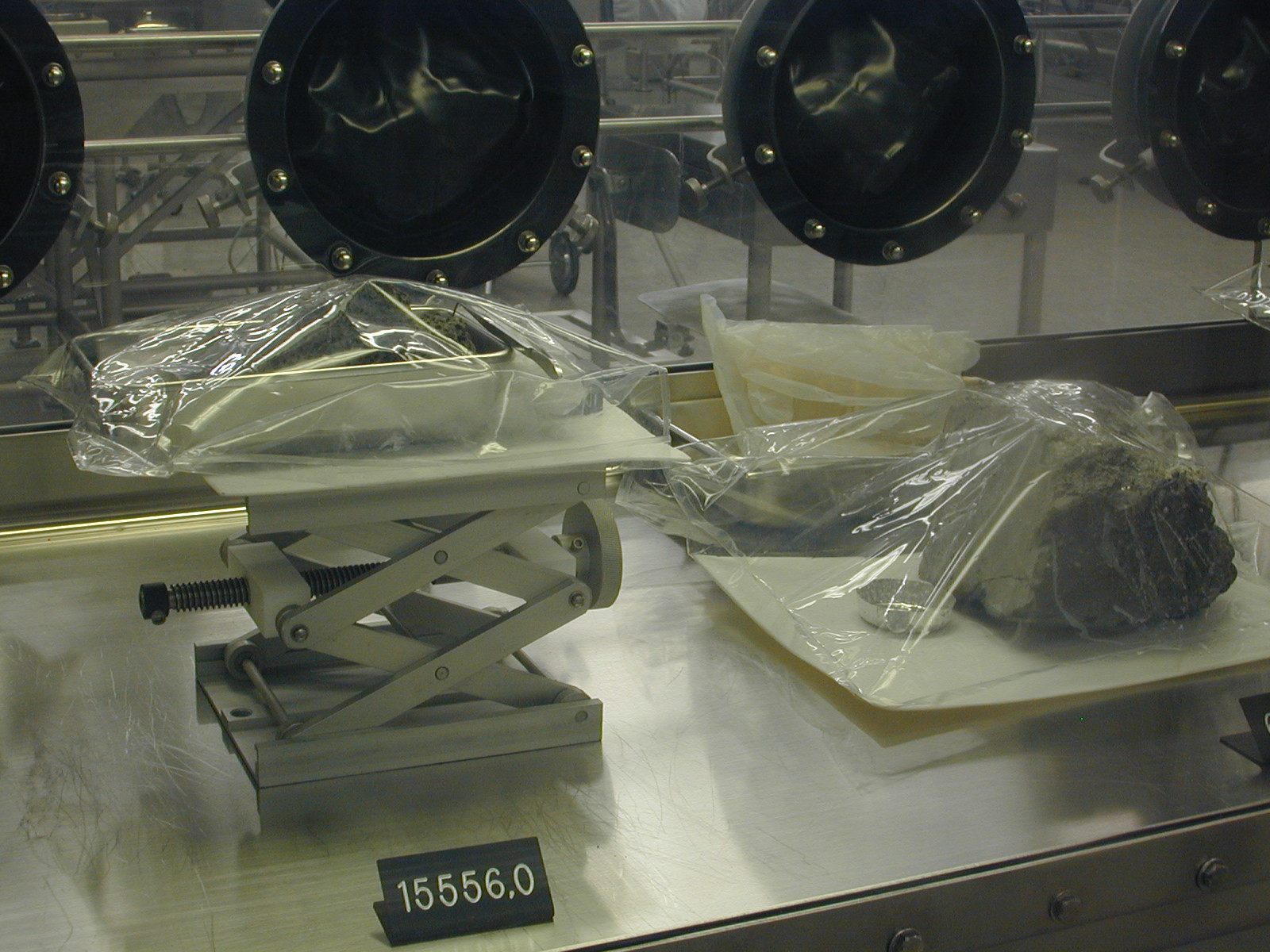
Amostras no Prédio de Amostras Lunares no Centro Espacial Johnson

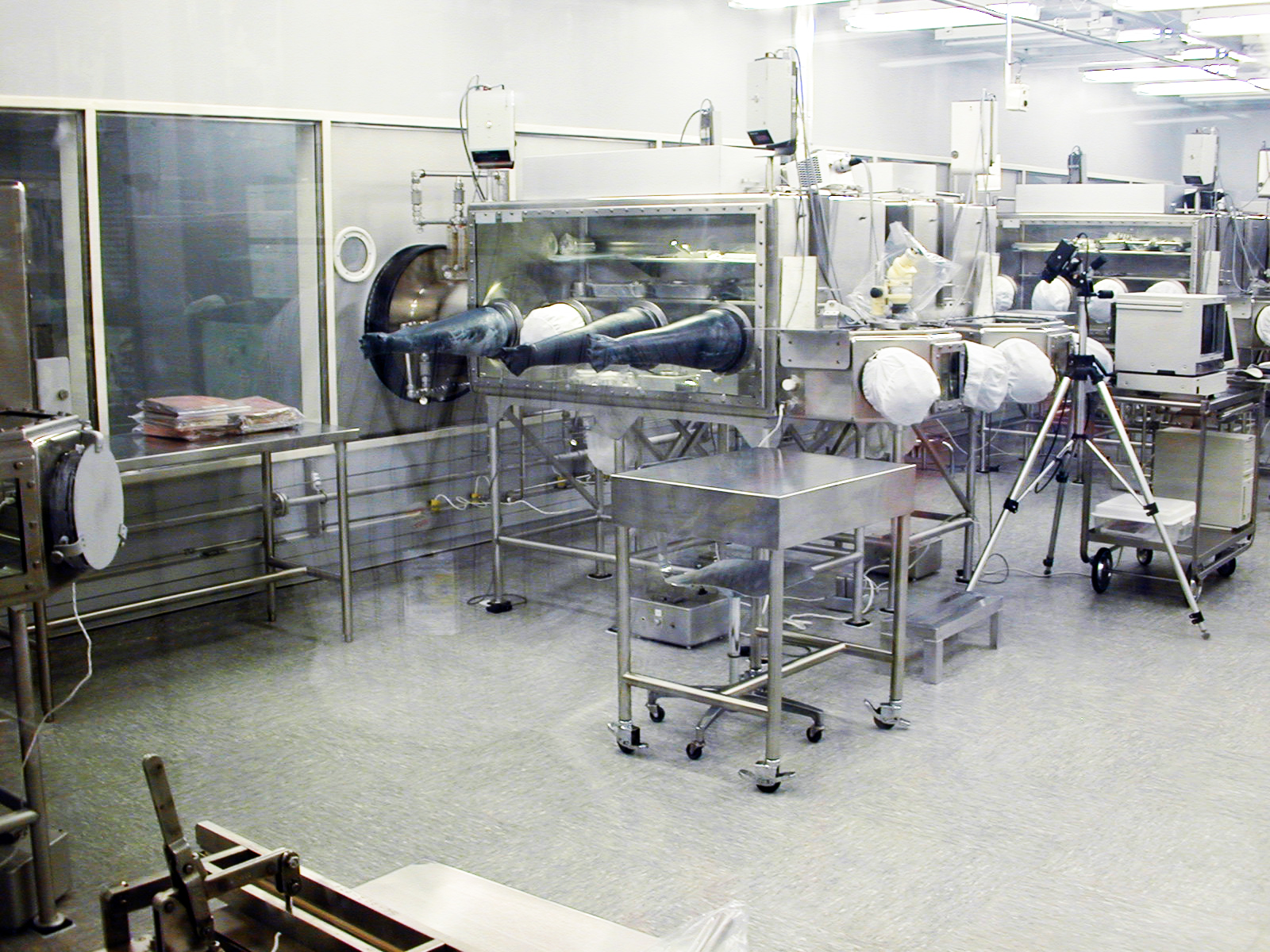
Unidade de Processamento no Prédio de Amostras Lunares no Centro Espacial Johnson

O principal armazém de rochas lunares da Apollo é a Instalação de Laboratório de Amostras Lunares no Centro Espacial Lyndon B. Johnson em Houston. Como medida de segurança também há uma coleção menor armazenada na Base Aérea de Brooks em San Antonio, Texas. A maior parte das rochas está armazenada em compartimentos com nitrogênio para mantê-las livre de umidade. Elas são manuseadas somente indiretamente, usando ferramentas especiais.
Rochas lunares coletadas durante as missões de exploração lunar são normalmente consideradas como de valor incalculável. Em 1993, três pequenos fragmentos pesando 0.2 g da coletados pela Luna 16 foram vendidos por 442 500 dólares americanos. Em 2002 um cofre foi roubado no Prédio de Amostras Lunares contendo amostras lunares e de meteoritos marcianos. As amostras foram recuperadas e, em 2003, o valor estimado pela NASA para estas amostras, no tribunal que julgou o caso, era cerca de 1 milhão de dólares americanos, por 285 g de material. Rochas lunares na forma de meteoritos, embora caras, são amplamente vendidas e negociadas entre os colecionadores privados.
Cerca de duzentas pequenos kits de amostras foram montados e dado a governos nacionais e governadores norte-americanos. Pelo menos um destes mais tarde foi roubado, vendido e recuperado. Outras amostras foram para museus selecionados, incluindo o Museu do Ar e Espaço, o Kansas Cosmosphere and Space Center, o Ontario Science Center, e ao centro de visitas do Centro Espacial John F. Kennedy, onde é possível "tocar um pedaço da lua", que é de fato uma pequena rocha lunar concretado em um pilar, no centro de um cofre de banco, que os visitantes passam. A Tribune Tower, em Chicago tem uma pequena peça em exposição em frente a Avenida Michigan. A NASA informa que quase 295 kg (650 lb), dos originais 382 kg (842 lb) de amostras ainda se encontram em seu estado original, no cofre no Centro Espacial Johnson.

## Classificação
Rochas lunares são classificadas em duas categorias principais, aquelas encontradas no planalto lunar (terrae) ou no mare.

### Litologia do Planalto Lunar
|            | Plagioclase | Piroxena | Olivina | Ilmenita |
| ---------- | ----------- | -------- | ------- | -------- |
| Anortosito | 90%         | 5%       | 5%      | 0%       |
| Norito     | 60%         | 35%      | 5%      | 0%       |
| Troctolito | 60%         | 5%       | 35%     | 0%       |

As rochas principais do planalto lunar são de três grupos: anortosita ferrosa, magnésico e alcalina. O grupo de anortosita ferrosa, consiste quase exclusivamente de anortosita, é o grupo mais comum no planalto. O gupo magnésico consiste de dunitos (>90% olivina), troctolitos (olivina-plagioclase), e gabros (plagioclase-piroxeno). O grupo alcalino consiste de álcalo-anortositos, noritos (plagioclasse-orthopyroxene), e gabronoritos.
|                                 | Plagioclase | Piroxena | Olivina | Ilmenita |
| ------------------------------- | ----------- | -------- | ------- | -------- |
| Conteúdo de titânio alto        | 30%         | 54%      | 3%      | 18%      |
| Conteúdo de titânio baixo       | 30%         | 60%      | 5%      | 5%       |
| Conteúdo de titânio muito baixo | 35%         | 55%      | 8%      | 2%       |

### Basaltos Mare

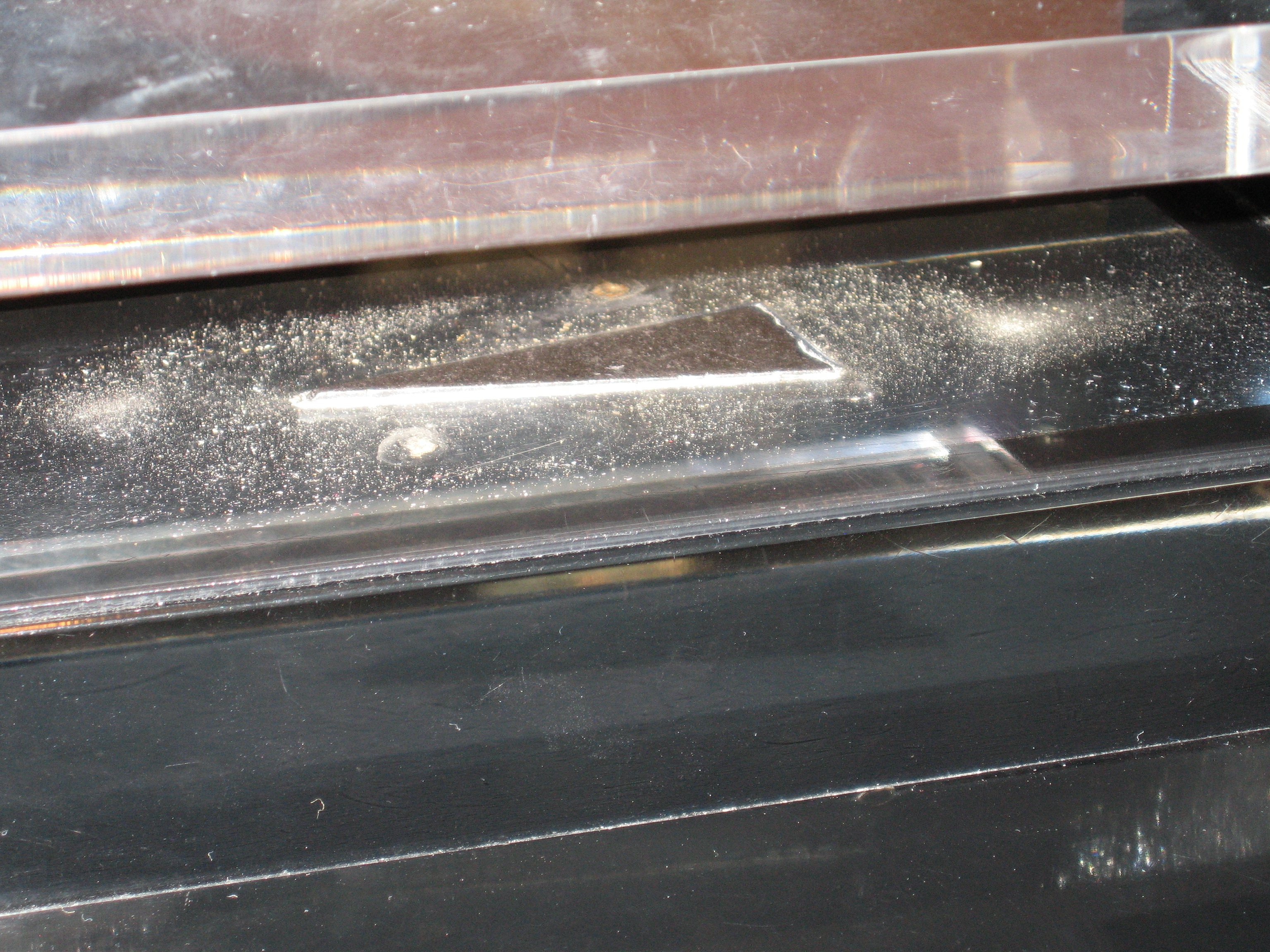
Pedaço de rocha lunar em exposição no Museu do Ar e Espaço em Washington, DC

Basaltos Mare são chamados assim por constituírem uma grande parte dos mares lunares, sendo similar aos basaltos da terra, mas possuem algumas diferenças importantes. Este basaltos tem uma anomalia de európio muito negativa, além de uma quantidade extraordinária de potássio em um dos tipos de rocha.